# 沈黙の監獄
『沈黙の監獄』（ちんもくのかんごく、原題：Maximum Conviction）は、2012年にアメリカで製作されたアクション映画。
スティーヴン・セガールとスティーブ・オースティンの初共演作である。

## キャスト
※括弧内は日本語吹替版キャスト。
- クロス - スティーヴン・セガール（大塚明夫）
- マニング - スティーブ・オースティン（岩崎ひろし）
- クリストファー・ブレイク - マイケル・パレ（高岡瓶々）
- サミュエルズ刑務所長 - イアン・ロビンソン（樫井笙人）
- シャーロット・ウォーカー - アリーヤ・オブライエン（原島梢）
- サマンサ・メンデス - ステフ・ソング（岡田栄美）
- ブラッドリー - ブレン・フォスター（中村和正）
- テランス・デイビス - トビー・レビンス（樫井笙人）
- コリンズ - マイケル・アダムスウェイト（新田英人）